# Тилахун Регасса
Тилахун Регасса Дабе — эфиопский легкоатлет, бегун на длинные дистанции. Выступать на международных соревнованиях начал в 2008 году. Бронзовый призёр чемпионата мира по полумарафону 2009 года в командном первенстве, а также занял 11-е место в личном первенстве с результатом 1:02.08. Занял 6-е место на мемориале Фанни Бланкерс-Кун 2012 года в беге на 10 000 метров — 27.18,90.
В 2012 году занял 3-е место, на дебютном для себя Чикагском марафоне — 2:05.27. В 2013 году стал победителем Роттердамского марафона с результатом 2:05.38.
Личный рекорд в полумарафоне — 59.19.

## Достижения
Сезон 2014 года
12 октября выиграл Эйндховенский марафон — 2:06.21.
Сезон 2015 года
3 января занял 2-е место на Сямыньском марафоне с результатом 2:06.54.
26 апреля на Лондонском марафоне занял 5-е место — 2:07.16.